# قصر اكاوز (وافة)
قصر اكاوز هو دُوَّار يقع بجماعة اغريس السفلي، إقليم الرشيدية، جهة درعة تافيلالت في المملكة المغربية. ينتمي الدوّار لمشيخة وافة التي تضم 6 دواوير. يقدر عدد سكانه بـ 716 نسمة حسب الإحصاء الرسمي للسكان والسكنى لسنة 2004.

## روابط خارجية
- البوابة الوطنية للجماعات الترابية نسخة محفوظة 12 مارس 2018 على موقع واي باك مشين.
- المندوبية السامية للتخطيط